# 기상천외 (1967년 영화)
"기상천외"는 한국에서 제작된 김대희 감독의 1967년 영화이다. 서영춘 등이 주연으로 출연하였고 박원석 등이 제작에 참여하였다.

## 출연

### 주연
- 서영춘
- 곽규석
- 최지희
- 천시자

## 기타
- 조명: 서병수
- 미술: 박석인